# Napęd energoelektroniczny
Napęd energoelektroniczny jest używany w urządzeniach, w których jest wymagana regulacja prędkości obrotowej. Napęd ten składa się z przekształtnika połączonego z silnikiem elektrycznym, który z dużą sprawnością przekazuje moc z głównego źródła zasilania do elementów ruchomych układów mechanicznych.
Napęd ten składa się z:
- części elektrycznej
- części mechanicznej